# جيسي مارسش
جيسي مارسش (بالإنجليزية: Jesse Marsch) (8 نوفمبر 1973 براسين في الولايات المتحدة - ) هو مدرب كرة قدم ولاعب كرة قدم أمريكي في مركز الوسط. شارك مع منتخب الولايات المتحدة لكرة القدم. أما مع النوادي، فقد لعب مع دي.سي. يونايتد وشيكاغو فاير ونادي شيفاز يو إس أي.

## روابط خارجية
- جيسي مارسش على موقع الدوري الأمريكي (الإنجليزية)
- جيسي مارسش على موقع قاعدة بيانات كرة القدم.إي يو (الإنجليزية)
- جيسي مارسش على موقع ناشيونال فوتبول تيمز (الإنجليزية)
- جيسي مارسش على موقع Soccerway.com (الإنجليزية)
- جيسي مارسش على موقع عالم كرة القدم.نت (الإنجليزية)